# Free (Sault)
Free is een nummer van de Britse band Sault uit 2020. Het is de eerste single van hun vierde studioalbum Untitled (Rise).
"Free" werd geschreven door Sault-bandleden Info en Cleo Sol. Hoewel het nummer gedraaid werd door onder andere NPO 3FM en NPO Radio 2, bereikte het de Nederlandse Top 40 of Tipparade niet. Wel bereikte het de nummer 1-positie in de Verrukkelijke 15. In Vlaanderen was bereikte de plaat de 6e positie in de Tipparade.